# 거리/맹목적인 사랑의 법칙
〈거리/맹목적인 사랑의 법칙〉(街/溺愛ロジック 마치/데키아이로직쿠[*])는 도모토 쯔요시의 솔로 데뷔 싱글이다.

## 개요
도모토 쯔요시 첫 솔로 싱글이다. 전곡 본인이 작사·작곡·프로듀스를 담당했다.

## 수록곡

### 초회반
1. 街 / 거리
작사·작곡: 도모토 쯔요시
2. 溺愛ロジック / 맹목적인 사랑의 법칙
작사·작곡: 도모토 쯔요시
3. 僕が言う優しさとか… / 내가 말하는 상냥함이라던가…
작사·작곡: 도모토 쯔요시

### 통상반
1. 街 / 거리
2. 溺愛ロジック / 맹목적인 사랑의 법칙